# Amsterdamse Bos
L'Amsterdamse Bos è un parco all'inglese o un parco paesaggistico situato tra i comuni di Amstelveen e Amsterdam, la capitale dei Paesi Bassi. Anche se la maggior parte del parco si trova ad Amstelveen, l'ente gestore del parco è la città di Amsterdam. Ogni anno, quasi 4.5 milioni di persone visitano quest'area verde, che ha una dimensione di 2.471 acri (circa 10 km2 o 1000 ettari), circa tre volte più grande di Central Park a New York.
La cosiddetta Zonneweide, un'area del parco, è una zona dedicata ai nudisti.
All'interno del parco è stato costruito un monumento in ricordo delle vittime uccise nel campo di concentramento di Dachau.

## Galleria d'immagini

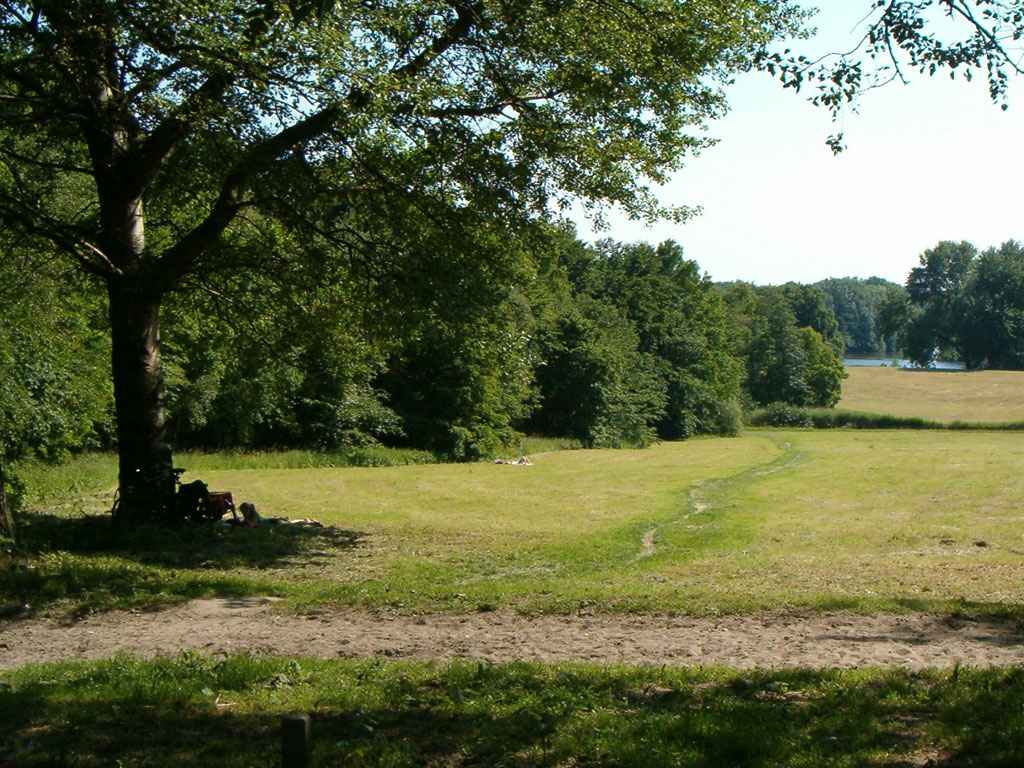
Alberi nel parco.
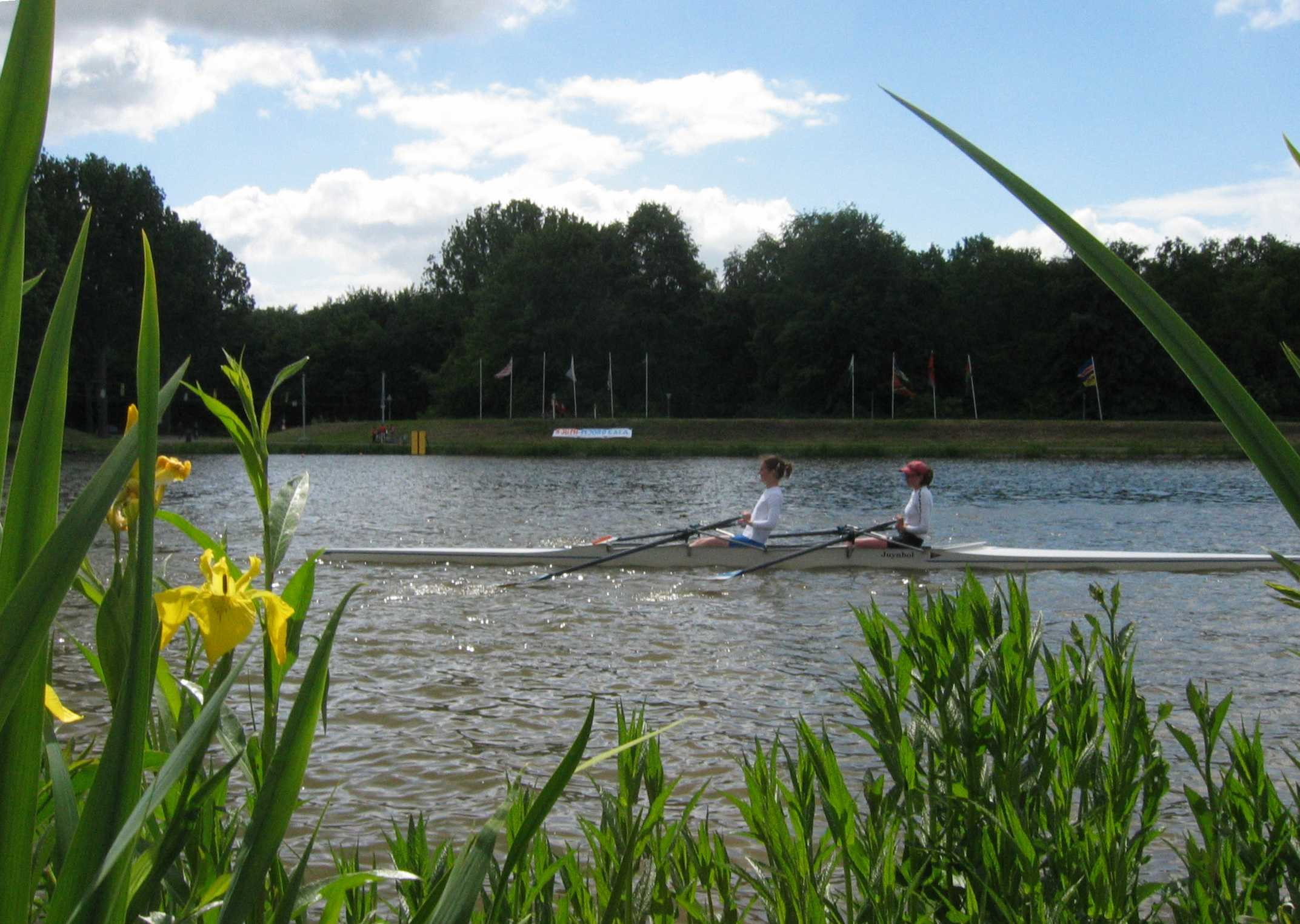
Canoisti percorrono un canale del parco.
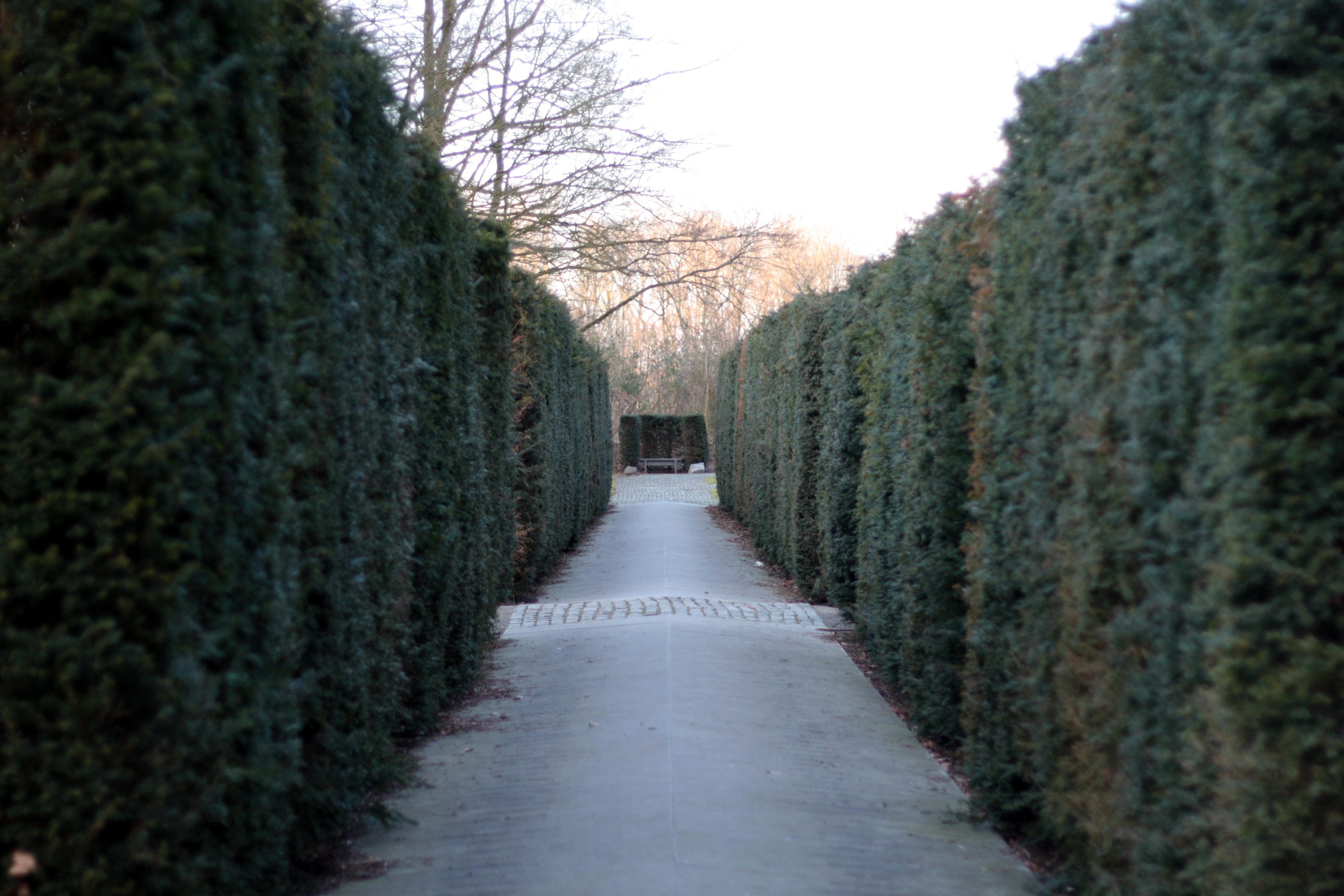
Monumento alle vittime di Dachau.